# NGC 910
NGC 910 este o brightest cluster galaxy⁠(d) situată în constelația Andromeda. A fost descoperită în 17 octombrie 1786 de către William Herschel. Se află la o distanță de 65,46 de megaparseci de Pământ.